# 多态拟尾孢虫
多态拟尾孢虫（学名：Myxobilatus polymorphus）为拟尾孢科拟尾孢虫属的动物。在中国，分布于湖北等，营寄生生活，寄生在鳜、大眼鳜的膀胱。